# セロン川
セロン川（セロンがわ、英: Thelon River、テロン川とも）は、カナダ北部を流れる長さ900kmの河川。先住民はアキリニックと呼ぶ。

## 地理

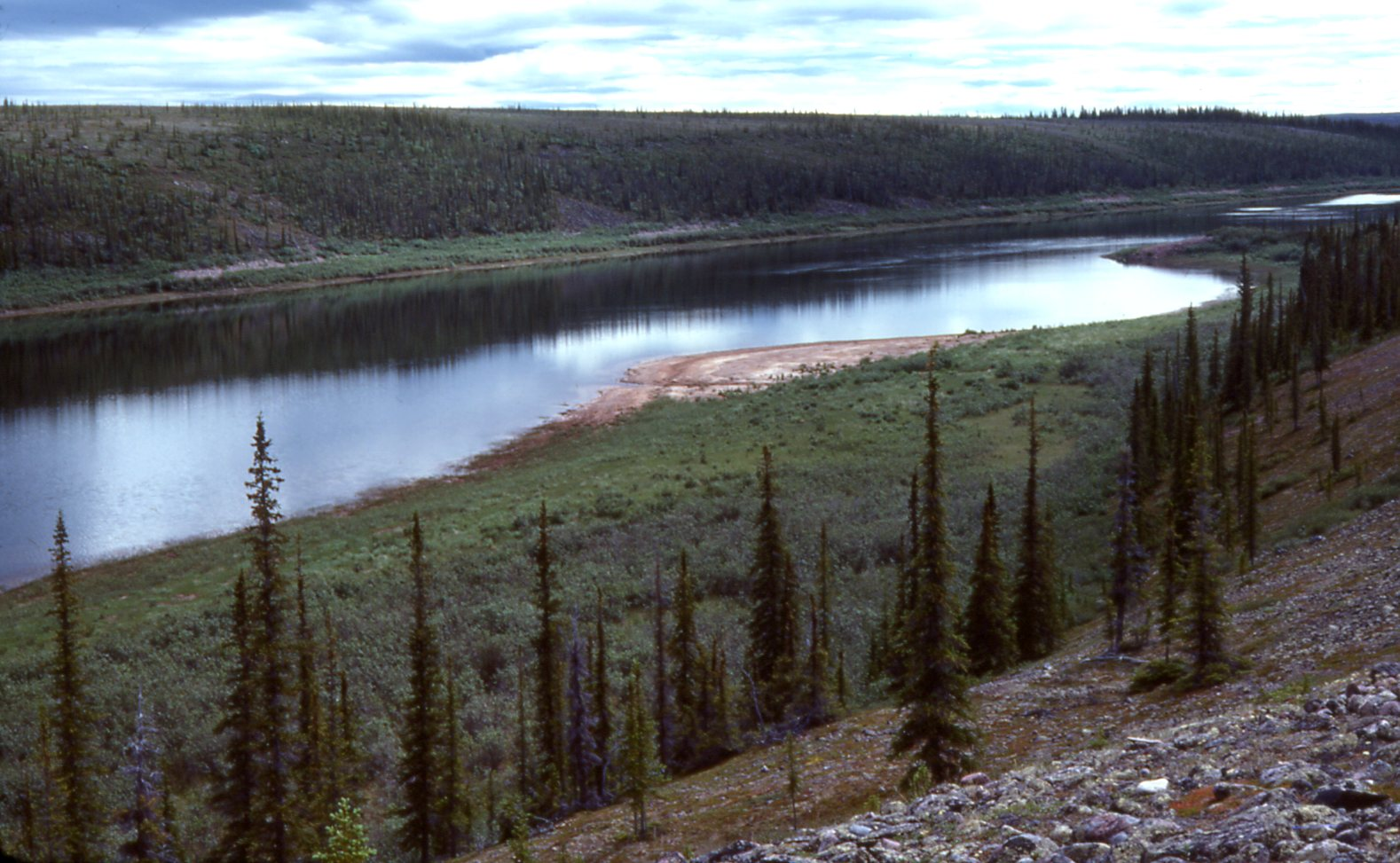
川の「オアシス」部分

川の流域面積は14万2400平方キロメートルにもおよぶ。現在でも川とその流域では手付かずの自然が残る。
ノースウエスト準州のホワイトフィッシュ湖に源を発し、東へ流れてヌナブト準州のベイカー湖に西から注ぐ。最終的にはハドソン湾のチェスターフィールド湾に達する。途中、リングス湖 (Lynx Lake)、アイベリー湖 (Eyeberry Lake)、バヴァリー湖、アバディーン湖、Qamanaarjuk湖、シュルツ湖といった湖を通過する。

## 動物相
流域にはヘラジカが約100頭、ジャコウウシが2000頭以上いる。毎年春と秋には30万頭のカリブーが川を渡る。

## 歴史
流域の僻遠地には長い間、カリブー・イヌイットやコッパー・イヌイットなどのイヌイットが暮らしてきた。今でも川の近くではイヌイットの残した狩りや交易の道具（イヌクシュクなど）を見ることができる。
1770年から1771年にかけ、カナダ北部を探検したイングランドのサミュエル・ハーンは、旅程の中でセロン川を渡った。
この地を探検していたカナダの博物学者、ジョン・ホーンビーは、1926年から1927年にかけての冬、引率した2人の男とともにセロン川で飢え死にした。彼らは移動するカリブーを捕らえようとしたが、見つけることすらできなかった。しかし、ホーンビーより早い1923年にこの地を探検したジェイムズ・クリッチェル＝ブロックは、探検の基礎を築いた。1927年にテロン禁猟区が設けられ、1956年にテロン野生生物保護区に改められた。
1927年頃、ノルウェーの探検家で作家のヘルゲ・イングスタッドは、先住民とともにセロン川の源流（リンクス湖）からグレートスレーブ湖の東端まで犬ぞりで探検した。この詳細は彼の著書「ごちそうと飢えの地」で知ることができる。

## 観光
1990年、セロン川下流の545kmの範囲がカナダ河川遺産に登録された。川にアクセスする道路はないが、夏には多くのキャンプ好きやカヌー愛好家が訪れる。